# Timur Arbuzow
Timur Dienisowicz Arbuzow (ros. Тимур Денисович Арбузов; ur. 14 kwietnia 2004) – rosyjski judoka.
Złoty medalista mistrzostw świata w 2025 i brązowy w 2024. Mistrz Europy w 2025. Trzeci na MŚ juniorów w 2023. Pierwszy na mistrzostwach kraju w 2021 i 2023; drugi w 2018 i 2022; trzeci w 2019 roku.